# Falcaustra tannaesis
Falcaustra tannaensis es una especie de nematodo de la 87 especies que conforman el género Falcaustra.
Esta especie se le ha identificado parasitando gecos de la isla Tanna en Vanuatu. Las especies de Falcaustra son parásitos que suelen habitar en el tracto digestivo de peces, anfibios y mamíferos. Hasta 2010, ninguna especie de este género había sido identificado en las islas del Pacífico Sur

## Descripción
Tiene el cuerpo cilíndrico, la parte anterior y posterior del cuerpo es cónica en ambos sexos. Tiene una cutícula fina con estrías finas y regulares la apertura de la boca es triangular, rodeado por tres grandes labios, cada uno con 2 palpos, presentando poro amphidial en el borde lateral de cada labio, el soporte labial es ligeramente esclerotizado. Las papilas cervicales son muy pequeñas y discretas y se localizan ligeramente posteriores a la localización del anillo nervioso. Esta especie está relacionada con Falcaustra pelusios, un nematodo que infecta el tracto gastrointestinal de las tortugas.